# هازار موتان
هازار موتان (به ترکی استانبولی: Hazar Motan) یک بازیگر اهل ترکیه است که در ۱۳ دسامبر 1990 در آنکارا زاده شد و از سال ۱۹۹۷ فعالیت خود را شروع کرد.
او در سال ۲۰۱۵ در سریال گل‌های شکسته در نقش جمره به ایفای نقش پرداخت و پخش آن در تاریخ ۱۲ مارس ۲۰۱۸ به پایان رسید. همچنین وی در سال ۲۰۱۸ در سریال can kırıkları (شکستگی ها) در نقش هانده تکین (hande tekin) در کنار هانده دوغان دمیر و فوندا اریعت به کارگردانی سرکان بیرینجی به ایفای نقش پرداخت.
قد او ۱.۷۲ سانت است و در حال حاضر مجرد است.